# Kråsen
Kråsen (norwegisch für Kaumagen) ist ein 25 km langes Gletscherspaltenfeld an der Prinzessin-Martha-Küste im ostantarktischen Königin-Maud-Land. Es liegt im unteren Abschnitt des Jutulstraumen. 
Norwegische Kartographen, die das Gletscherspaltenfeld auch deskriptiv benannten, kartierten es anhand von Vermessungen und Luftaufnahmen der Norwegisch-Britisch-Schwedischen Antarktisexpedition (1949–1952) sowie Luftaufnahmen der Dritten Norwegischen Antarktisexpedition (1956–1960) aus den Jahren von 1958 bis 1959.